# Papamosques de Malàisia
El papamosques de Malàisia (Cyornis turcosus) és una espècie d'ocell de la família dels muscicàpids (Muscicapidae) del sud-est asiàtic. Es troba a Brunei, Malàisia, Indonèsia i Tailàndia. Habita els boscos tropicals i subtropicals de frondoses humits. Pateix la pèrdua d'hàbitat i el seu estat de conservació es troba gairebé amenaçat.